# Ernst Ritter (Agrarwissenschaftler)
Ernst Ritter (* 14. April 1929 in Schweidnitz; †  11. Juni 2023 in Lambrechtshagen) war ein deutscher Agrarwissenschaftler und Hochschullehrer auf dem Gebiet der Schweinezucht.

## Leben und Wirken
Ritter besuchte bis 1945 die Oberrealschule seines schlesischen Geburtsortes. Danach musste die Familie wegen des Zweiten Weltkrieges die Heimat verlassen. Ritter durchlief in Sachsen und Thüringen eine landwirtschaftliche Lehre und wurde 1949 an der damaligen „Höheren Landbauschule“ in Eisenach als staatlich geprüfter Landwirt ausgebildet. Es folgte 1949/52 das Studium der Landwirtschaftswissenschaften an der Friedrich-Schiller-Universität Jena mit dem Abschluss als Diplomlandwirt. Danach wurde er Assistent, später Oberassistent am dortigen Institut für Tierzucht und Milchwirtschaft und promovierte 1956 bei Fritz Hofmann zum Dr. agr. Von 1960 bis 1964 war Ritter der erste Leiter des neuen Instituts für Landwirtschaft des Bezirkes Gera in Tautenhain, danach bis 1970 Dozent für Schweinezucht an der Hochschule für Landwirtschaft in Bernburg (Saale). Dabei habilitierte er 1966 bei Hans-Joachim Schwark in Jena für das Fach Tierzucht. Ab 1970 wirkte Ritter 20 Jahre als Leiter der Abteilung Schweinezucht in Dummerstorf beim Forschungszentrum für Tierproduktion Dummerstorf-Rostock der Akademie der Landwirtschaftswissenschaften der DDR (AdL). 1976 wurde er als Professor der AdL berufen. 1991/94 war er noch im Forschungsbereich Populationsbiologie und Züchtungsforschung des neuen Instituts für die Biologie landwirtschaftlicher Nutztiere (FBN) Dummerstorf tätig.

## Fachliche Schwerpunkte
- 1952–1960: Mitwirkung bei der ersten Etappe der Umzüchtung des veredelten Landschweines zum Fleischschwein durch Einsatz schwedischer Importe in Thüringer Herden – Untersuchungen der Typveränderungen durch Erhöhung der Rippenzahlen sowie Verbesserung der Mast- und Schlachtleistungen.
- 1960–1964: Aufbau der Beratung durch das Bezirksinstitut für Landwirtschaft Gera.
- 1970–1980: Konzeption der Hybridschweinproduktion der DDR unter Verwendung der beiden weißen sowie der zwei Neuzüchtungslinien F 150/151 und K 250/251 über den Weg der Dreiweg- oder der Rotationskreuzung.
- 1980–1990: Entwicklung von komplexen Selektionsindices zur Erhöhung der Fleischleistung; Untersuchungen zur Verbesserung der reproduktiven Fitness und Langlebigkeit.
- Er publizierte mehr als 200 wissenschaftliche Veröffentlichungen, Bücher bzw. Buchbeiträge, hielt in Jena, Bernburg und Rostock Vorlesungen und betreute 19 Doktoranden sowie vier Habilitanden.

## Veröffentlichungen (Auswahl)
- Vergleichende Untersuchungen über die Körperentwicklung, Mast- und Schlachtleistungen je eines Stammes deutscher und schwedischer veredelter Landschweine. Diss. Landw. Fak. Jena, 1956, 127 Bl.
- Die Leistungen fleischwüchsiger Deutscher veredelter Landschweine: Ein Beitrag zum Problem der Umzüchtung des Deutschen veredelten Landschweines unter besonderer Berücksichtigung der in Jena durchgeführten Züchtungsarbeiten. Hab.-Schrift Landw. Fak. Jena, 1966, 177 Bl.
- Genetische Aspekte der Fruchtbarkeit beim Schwein. Berlin 1978, 60 S.
- Moderne Ferkelaufzucht. Mit W. Schlegel, Berlin, 1959, 84 S.
- Senkung der Ferkelverluste. Mit W. Schlegel. Berlin 1961, 130 S.
- Hartmut Boettcher, Ernst Ritter und Rolf Kürbs: Die Entwicklung der Schweinezucht in Thüringen. In: 4. Geschichtsheft der TLL Jena, 1997, S. 47–80.
- Hartmut Boettcher, Ernst Ritter und Simone Müller: Die Stationsprüfung auf Fleischleistung vom Schwein in Thüringen. In: 7. Geschichtsheft der TLL Jena, 2001, S. 46–73.

## Ehrenamt
1979 übernahm Ritter die Schriftleitung des 1957 von Wilhelm Stahl gegründeten Archiv für Tierzucht. Er konnte es über das Jahr 1990 hinweg als zweite deutsche Fachzeitschrift halten und entwickelte sie bis 2004 mit – inzwischen als Archives Animal Breeding – durch Verwendung vieler englischsprachiger Beiträge zu einer Open-Access-Fachzeitschrift. Außerdem hat er viele Jahre den Aufbau und die weitere Entwicklung des „Deutschen Schweinezuchtmuseums“ in Ruhlsdorf bei Teltow sehr unterstützt.

## Ehrungen
Am 2. Oktober 1975 erhielt Ernst Ritter den Nationalpreis der DDR III. Klasse für Wissenschaft und Technik im Kollektiv (mit sechs weiteren Personen) für seinen Anteil an den wissenschaftlichen Ergebnissen zur Herauszüchtung von leistungsfähigen Hybridschweinen sowie deren breitenwirksame Überleitung in die Tierproduktion.